# Xima (socken i Kina, Hunan)
Xima (kinesiska: 洗马, 洗马乡) är en socken i Kina. Den ligger i provinsen Hunan, i den södra delen av landet, omkring 270 kilometer väster om provinshuvudstaden Changsha. Antalet invånare är 13236. Befolkningen består av 6 531 kvinnor och 6 705 män. Barn under 15 år utgör 18,0 %, vuxna 15-64 år 67 %, och äldre över 65 år 14,0 %.
Genomsnittlig årsnederbörd är 1 796 millimeter. Den regnigaste månaden är juni, med i genomsnitt 269 mm nederbörd, och den torraste är december, med 62 mm nederbörd.